# Potchefstroom
Potchefstroom est une ville d'Afrique du Sud dans la province du Nord-Ouest (faisant partie de l'ancien  Transvaal) à 120 km au sud-ouest de Johannesburg.
Potchefstroom fut, au XIXe siècle, la première ville édifiée au nord du fleuve Vaal et la première capitale de la république sud-africaine du Transvaal de 1852 à 1860. 

## Démographie
Selon le recensement de 2011, Potchefstroom est une ville de 43 448 habitants, principalement blancs (69,94 %) et de langue afrikaans (71,35 %). Les noirs représentent 25,44 % des habitants dont 96 % sont concentrés dans le secteur de Pochindustria. Les blancs sont notamment aussi majoritaires dans le quartier central historique et urbain de Potchefstroom SP (79,74 %) .
De 2000 à 2016, Potchefstroom était située au sein de la municipalité de Tlokwe, comprenant plusieurs localités et comptant 162 762 habitants (71,28 % de Noirs, 20,61 % de Blancs, 6,76 % de coloureds et 0,95 % d'hindo-asiatiques).

## Quartiers
Potchefstroom se divise en 16 secteurs urbains et ruraux : Balilie park, Dassierand, Elandsheuwel SH, Grimbeek park, Kanonierspark, Mooibank SH, Mooivallei SH, O.P.M. Prezesky Bird Sanctuary, Pochindustria, Potchefstroom Agricultrural College, Potchefstroom SP, Turfvlei SH, Van Der Hoffpark Ext 16, Van Der Hoff Park SP, Vyfhoek SH et Wilgeboom SH.

## Histoire de la ville

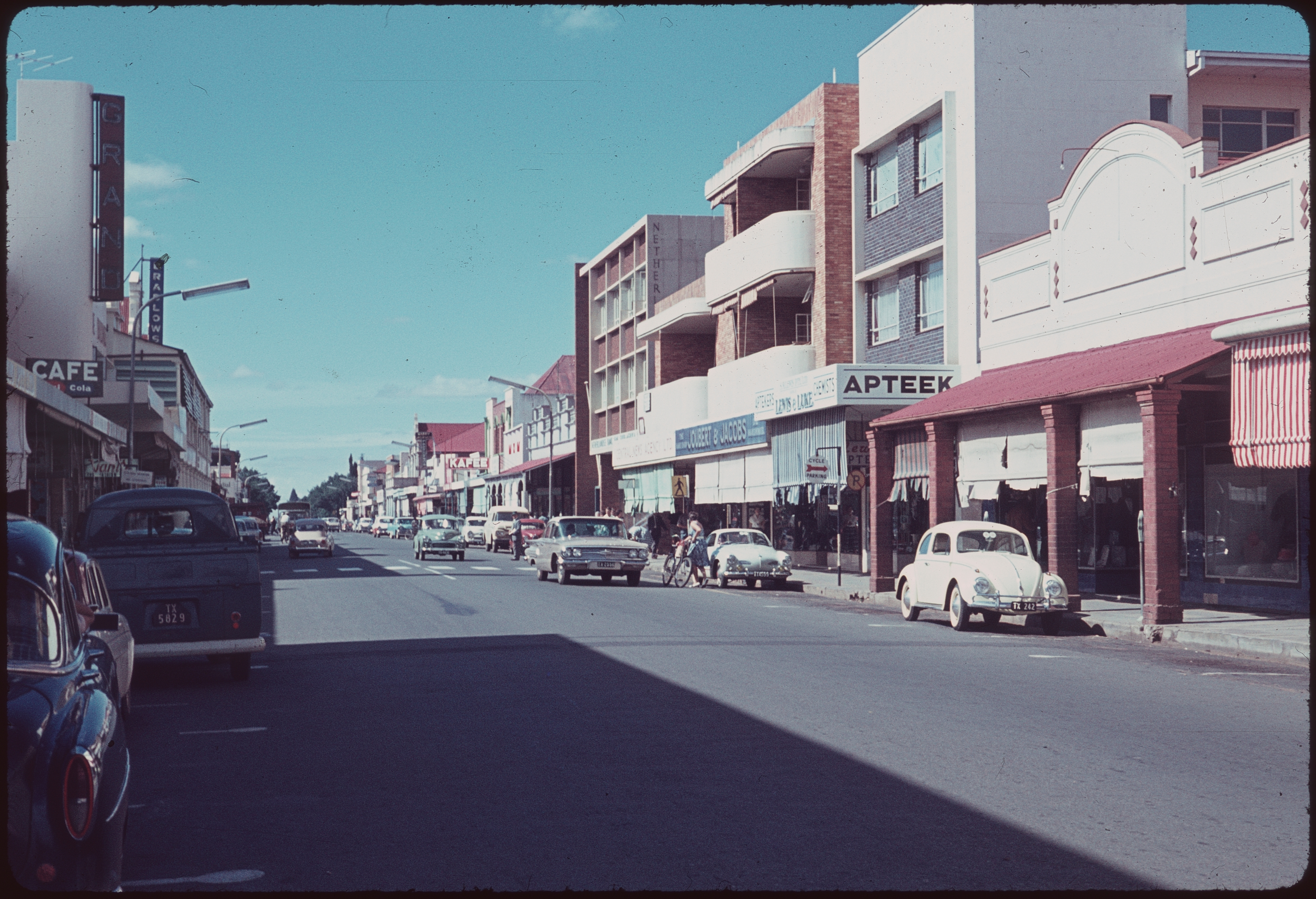
Church street en 1962.

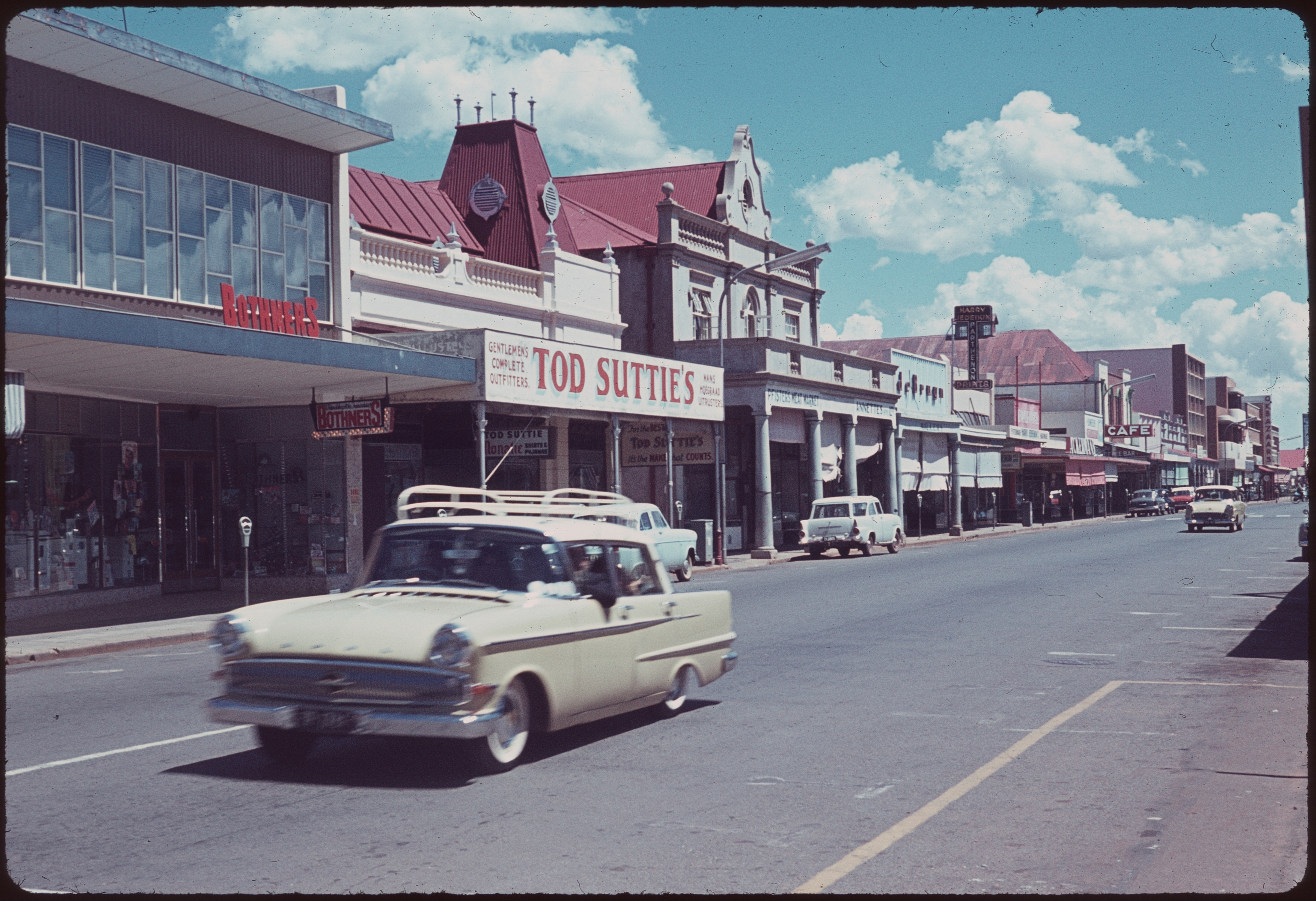
Church street en 1962.

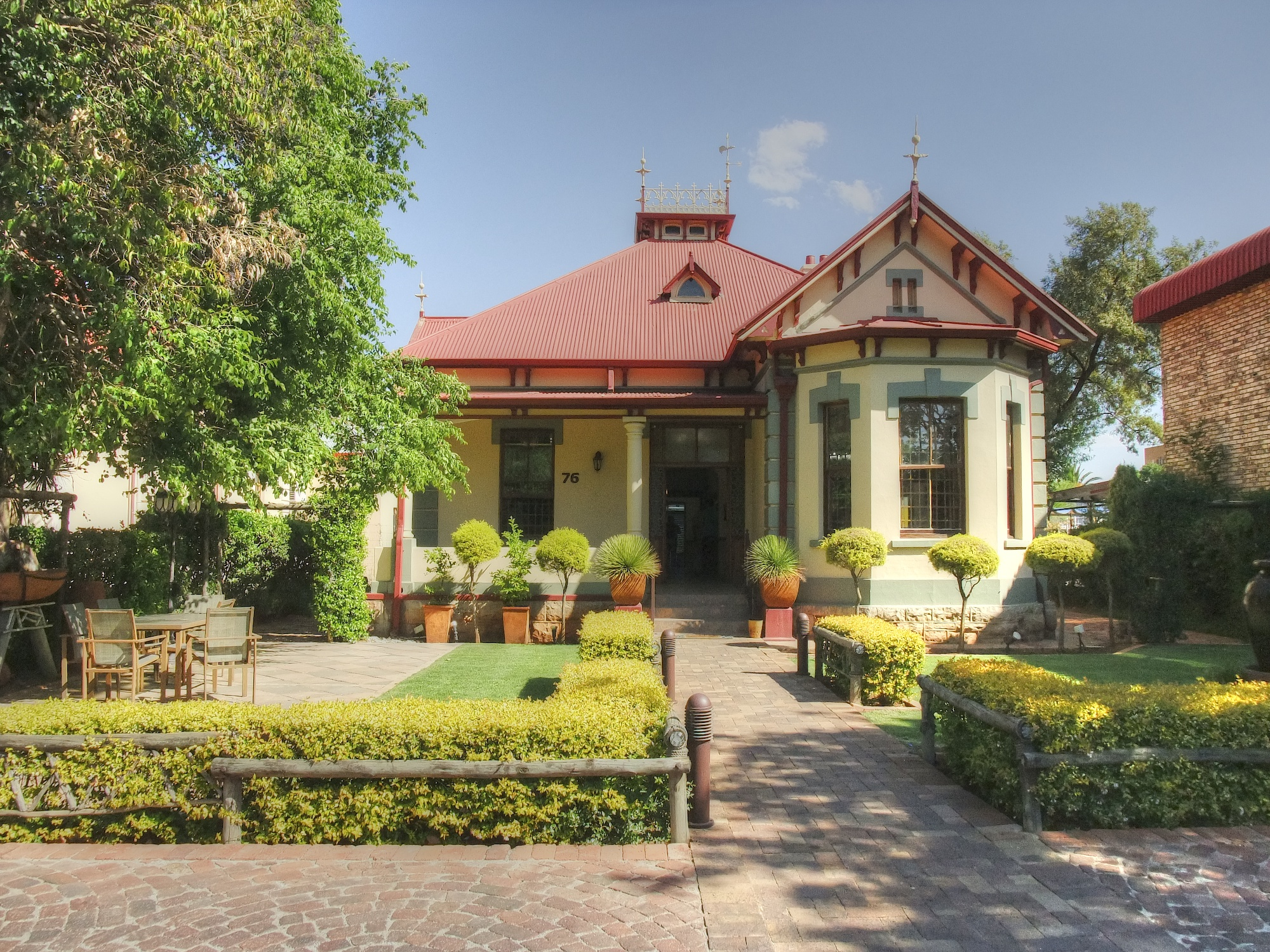
Maison sur Lombard Street.

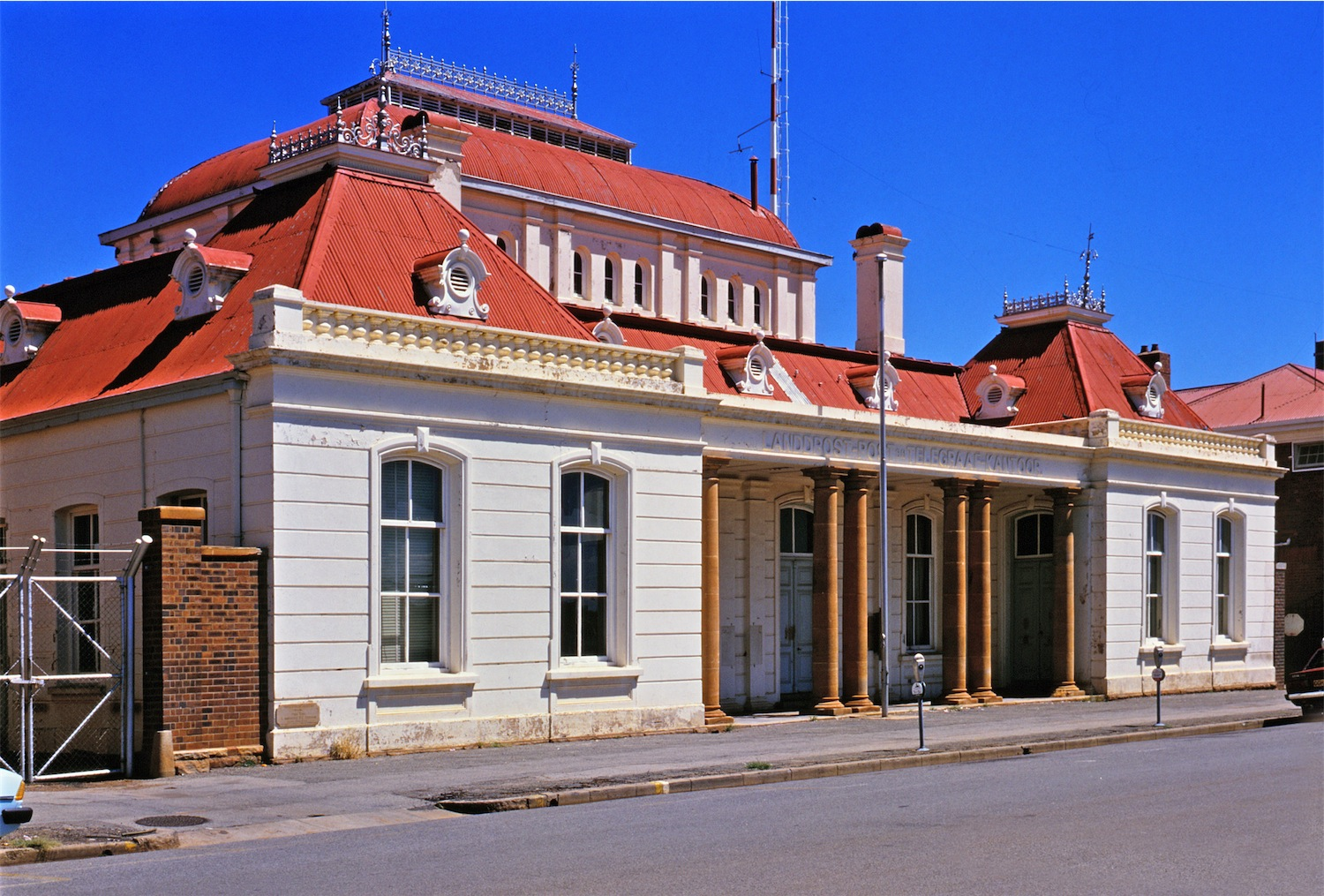
L'ancienne poste sur Greyling Street.

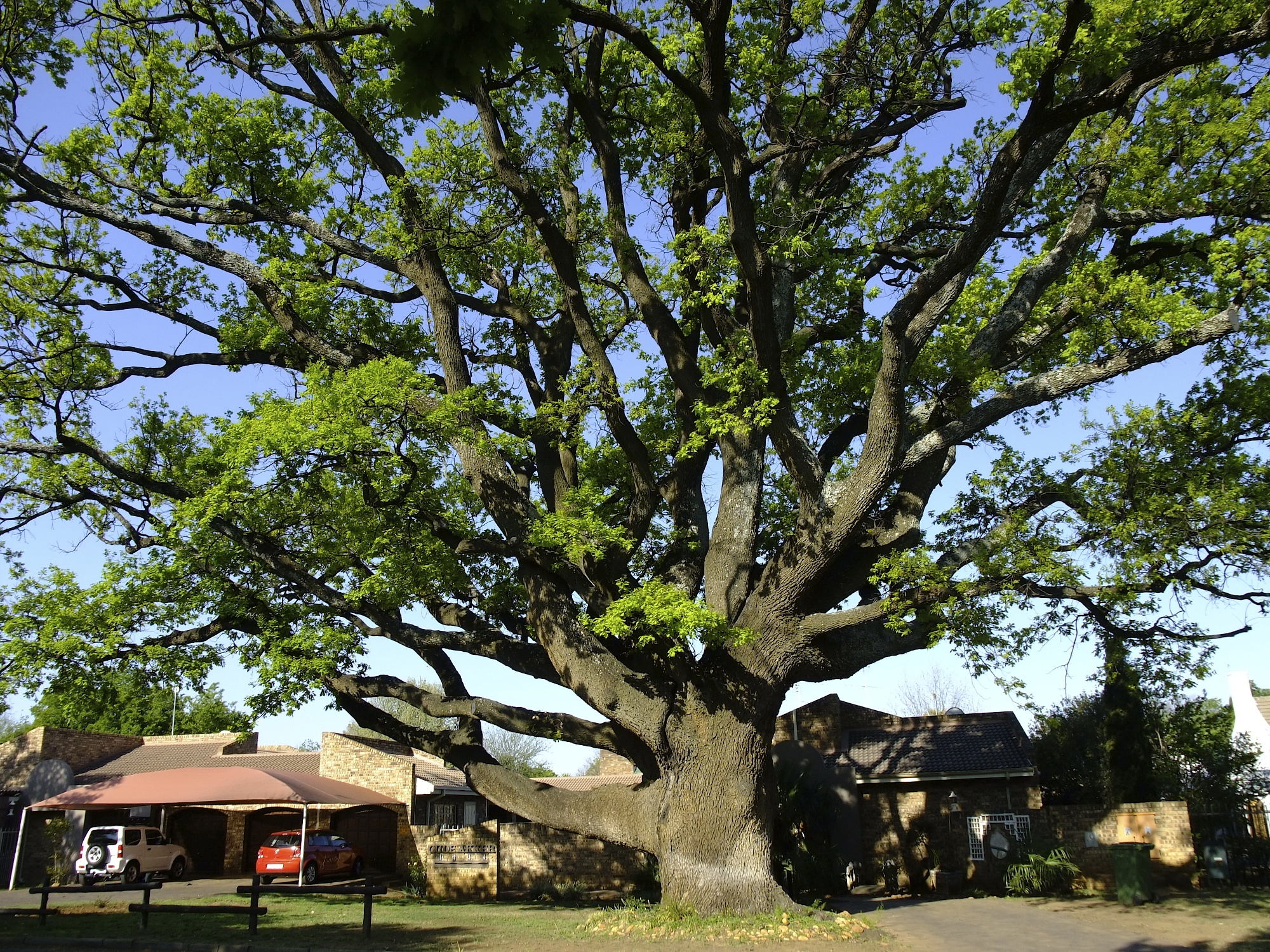
Un arbre de l'avenue des chênes.

Potchefstroom fut fondée le 22 décembre 1838 par le chef voortrekker Andries Hendrik Potgieter. Le nom est un condensé de POT(gieter) avec STROOM (Rivière Mooi). C'est alors la première ville fondée au nord de la rivière Vaal.
La ville était à l'origine située un peu plus au nord de son actuel emplacement (site de "Oude Dorp"). Mais à la suite d’inondations, elle fut déplacée  en 1840 à une heure de cheval plus au sud. En 1842 y est fondée l'église réformée hollandaise (Dutch Reformed Church).
À partir de 1852 et jusqu'en 1860, elle est officiellement la capitale de la république sud-africaine du Transvaal (Zuid-Afrikaansche Republiek - South African Republic) avant de céder la place à Pretoria. C'est à Potchefstroom que le premier président Marthinus Wessel Pretorius prêta serment, que le Vierkleur (le quadricolore, en afrikaans), le drapeau du Transvaal, fut hissé pour la première fois, que le blason de la république boer fut dessiné, et que fut rédigée la première constitution transvaalienne.
La ville eu un rôle primordial lors du déclenchement de la première guerre d'indépendance en 1880 après l'annexion du Transvaal par les Britanniques tout comme durant la seconde guerre des Boers de 1899-1902.
Durant le XXe siècle, cette ville calviniste et austère fut au diapason de la politique sud-africaine. Bastion afrikaner du Parti national puis du parti conservateur d'Afrique du Sud, Frederik de Klerk en fait un symbole de l'approbation de la population blanche à sa politique de réformes lors d'une élection législative partielle en 1991. La victoire du candidat du Parti conservateur déclenche alors le référendum de 1992 sur la poursuite des négociations constitutionnelles pour mettre fin à l'apartheid.
La ville est aujourd'hui sous la domination de l'ANC alors que la population blanche balance entre l'Alliance démocratique et les représentants radicaux du Vryheidsfront (Front de la liberté) afrikaner.

## Administration
Potchefstroom est une commune de la municipalité de Tlokwe/Ventersdorp (rebaptisée JB Marks) au sein du district municipal Dr Kenneth Kaunda.  Elle fut précédemment gérée, avec les townships et localités de Ikageng, Mohadin et Promosa, par la municipalité locale de Potchefstroom, rebaptisée Tlokwe en 2007. 
Le 22 novembre 2012, le conseil municipal installe Annette Combrinck (Alliance démocratique) au poste de maire de Tlokwe. Bien que l'alliance démocratique soit minoritaire au sein du conseil municipal, Annette Combrinck est élue grâce à des divisions internes au sein de l'ANC (majoritaire) et au vote d'une motion de censure contre le précédent maire, Andrew John Maphetle (ANC) dont l'éthique et la déontologie est remis en cause. En février 2013, Maphetle est réinstallé au poste de maire par la majorité municipale, à la suite d'une motion de censure votée cette fois contre Annette Combrinck.
En janvier 2014, Kgotso Khumalo (ANC) devient maire de la ville.
Depuis aout 2016, Potchefstroom est administrée par la nouvelle municipalité de Tlokwe/Ventersdorp issue de la fusion entre les municipalités de Ventersdorp et de Tlokwe.

### Maires de Potchefstroom
| Maire                                               | Mandat                    | Parti                 | Ville/Municipalité                             |
| --------------------------------------------------- | ------------------------- | --------------------- | ---------------------------------------------- |
| C. Landsberg                                        | 1869                      |                       | Potchefstroom                                  |
|                                                     |                           |                       |                                                |
| Marthinus Andreas Goetz (1847-1920)                 | 1903 à 1905 - 1er mandat  |                       | Potchefstroom                                  |
| Pietro Ferrero (1863-1918)                          | 1905 à 1907               |                       | Potchefstroom                                  |
| Marthinus Andreas Goetz (1847-1920)                 | 1907 à 1912 - 2ème mandat |                       | Potchefstroom                                  |
| John William Gaisford (1853-1928)                   | 1913-1918                 |                       | Potchefstroom                                  |
| John Peter Nel                                      | 1918 à 1920               |                       | Potchefstroom                                  |
| Abraham Petrus Carolus Duvenhage (1883-1923)        | 1920-1922                 |                       | Potchefstroom                                  |
| William Barrett Barnard (1883-1968)                 | 1922-1924 - 1er mandat    |                       | Potchefstroom                                  |
| Stephanus Petrus Erasmus Boshoff (1891-1973)        | 1924 à 1927               |                       | Potchefstroom                                  |
|                                                     |                           |                       |                                                |
| Aletta Johanna Elizabeth Nel (1886-1974)            | 1930-1931                 |                       | Potchefstroom                                  |
| William Barrett Barnard (1883-1968)                 | 1932-1933 - 2ème mandat   |                       | Potchefstroom                                  |
| Christoffel Stephanus Klopper (1889-1975)           | 1933-1934                 |                       | Potchefstroom                                  |
| Thomas William Nicholas Hitge (1893-1970)           | 1934-1935                 |                       | Potchefstroom                                  |
| William Barrett Barnard (1883-1968)                 | 1935-1936 - 3ème mandat   |                       | Potchefstroom                                  |
| Aletta Johanna Elizabeth Nel (1886-1974)            | 1936-1938                 |                       | Potchefstroom                                  |
| Carl Ludwig Theodor Olen (Charlie) Olën (1877-1952) | 1938-1939                 |                       | Potchefstroom                                  |
| Jack Radclyffe Gaisford (1881-1944)                 | 1939-1940                 |                       | Potchefstroom                                  |
| Hugh Calderbank (-1972)                             | 1940-1941                 |                       | Potchefstroom                                  |
| Alfred Thomas Luke (1897-1968)                      | 1941-1942                 |                       | Potchefstroom                                  |
| Frederick Lucas Scheepers                           | 1944-1945                 |                       | Potchefstroom                                  |
| Tjibbe Thomas Spoelstra (1900-1987)                 | 1945-1946                 |                       | Potchefstroom                                  |
| Hermanus Hendrik (Harry) Holtzhausen (1909-1981)    | 1947-1948                 |                       | Potchefstroom                                  |
| Aletta Nel (1886-1974)                              | 1948-1949 - 3ème mandat   |                       | Potchefstroom                                  |
| Hermanus Hendrik (Harry) Holtzhausen (1909-1981)    | 1949-1950 - 2ème mandat   |                       | Potchefstroom                                  |
|                                                     |                           |                       |                                                |
| M. Potgieter                                        | 1952                      |                       | Potchefstroom                                  |
|                                                     |                           |                       |                                                |
| Willem de Klerk Kruger (1900-1972)                  | 1954 à 1955               |                       | Potchefstroom                                  |
| Hermanus Hendrik (Harry) Holtzhausen (1909-1981)    | 1955-1956 - 3ème mandat   |                       | Potchefstroom                                  |
| Mokkie Singer (-1985)                               | 1957-1958                 |                       | Potchefstroom                                  |
|                                                     |                           |                       |                                                |
| H.L. Venter                                         | 1963                      |                       | Potchefstroom                                  |
| Michael Heyns                                       | 1964 à 1965               |                       | Potchefstroom                                  |
| Hendrik (Hennie) Lambertus Swanepoel (1912-1972)    | 1966 à 1969               |                       | Potchefstroom                                  |
|                                                     |                           |                       |                                                |
| Chris Schwellnus                                    | 1976                      |                       | Potchefstroom                                  |
|                                                     |                           |                       |                                                |
| Johan Oosthuizen (1930-2017)                        | 1987-1988                 |                       | Potchefstroom                                  |
| Chris Landsberg                                     | 1989 à 1993               |                       | Potchefstroom                                  |
|                                                     |                           |                       |                                                |
| Ebrahim Sooliman                                    | 1995                      |                       | Potchefstroom Transitional Local Council       |
|                                                     |                           |                       | Potchefstroom Transitional Local Council       |
| Satish Roopa                                        | 2001 à 2003               | ANC                   | (Grand) Potchefstroom                          |
| Raymond Mampe                                       | 2004 à 2006               | ANC                   | (Grand) Potchefstroom                          |
| Andrew Maphetle                                     | 2006 à 2012               | ANC                   | Tlokwe                                         |
| Annette Coimbrinck                                  | 2012 à 2013               | Alliance démocratique | Tlokwe                                         |
| Andrew Maphetle                                     | 2013 à 2014               | ANC                   | Tlokwe                                         |
| Kgotso Khumalo                                      | 2014 à 2021               | ANC                   | Tlokwe jusqu'en 2016 JB Marks à partir de 2016 |
| Mapule Mataboge                                     | mai - novembre 2021       | ANC                   | JB Marks                                       |
| Gaba Ka Qhele                                       | depuis novembre 2021      | ANC                   | JB Marks                                       |

## Tourisme

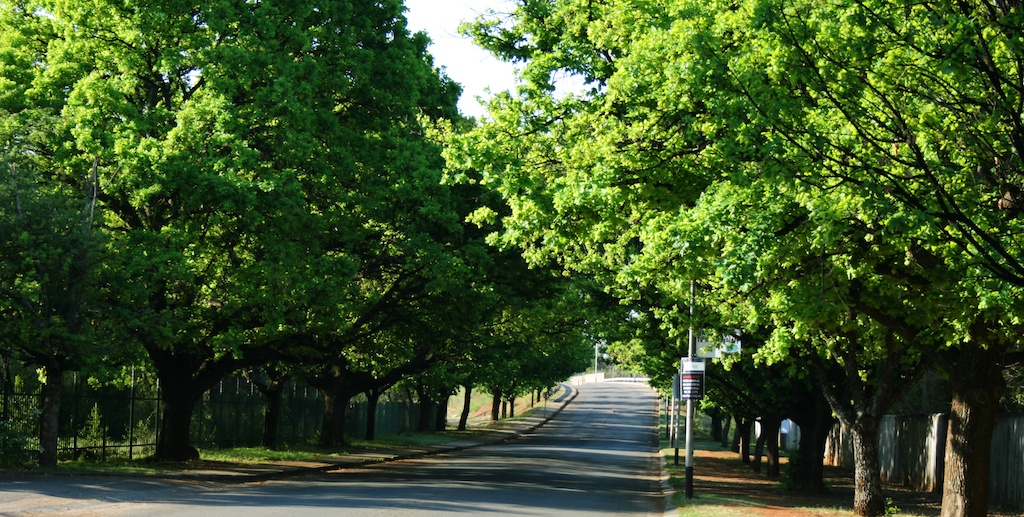
Oak Avenue (avenue des chênes).

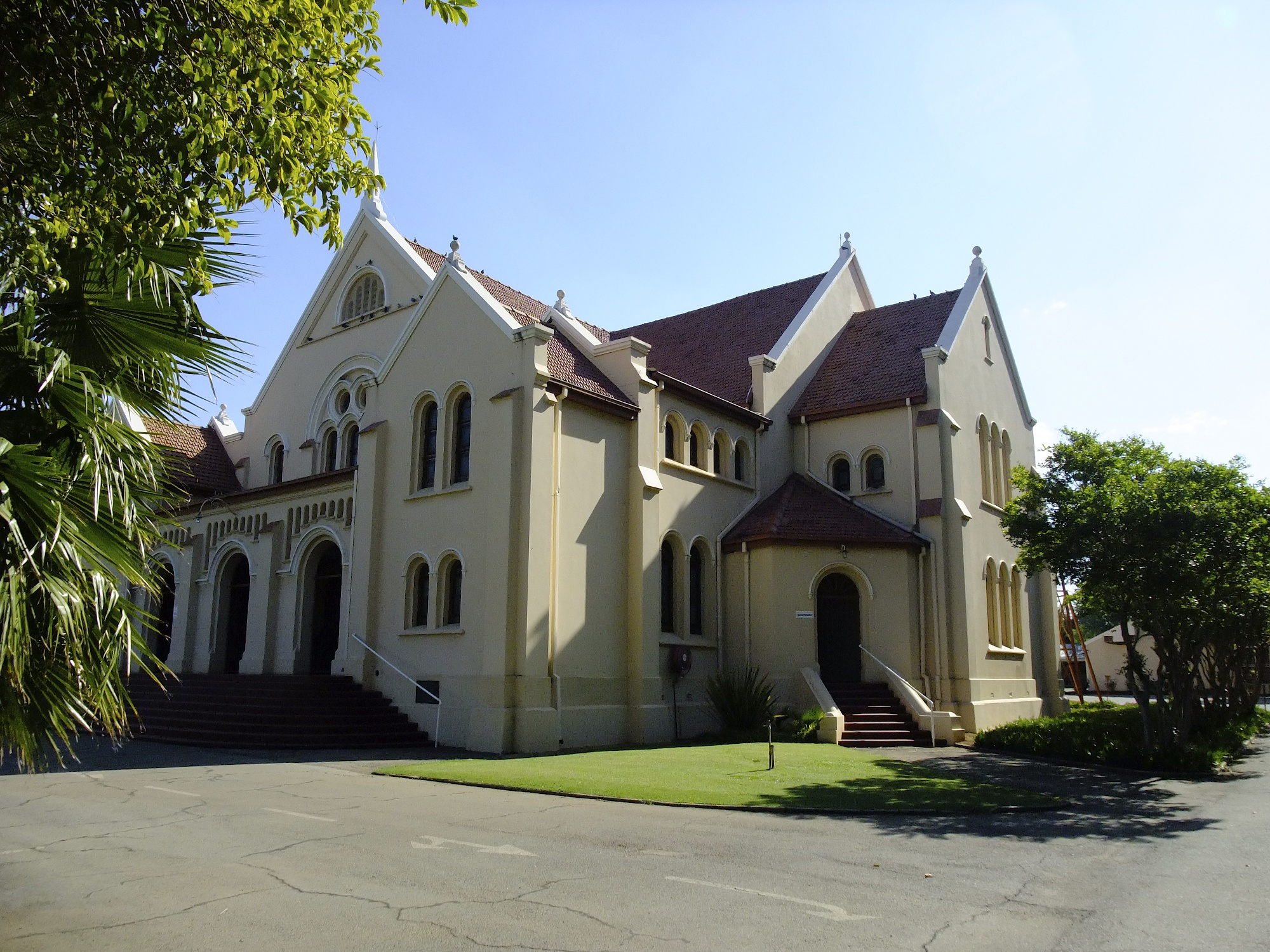
L'église réformée hollandaise
sur Church Street.

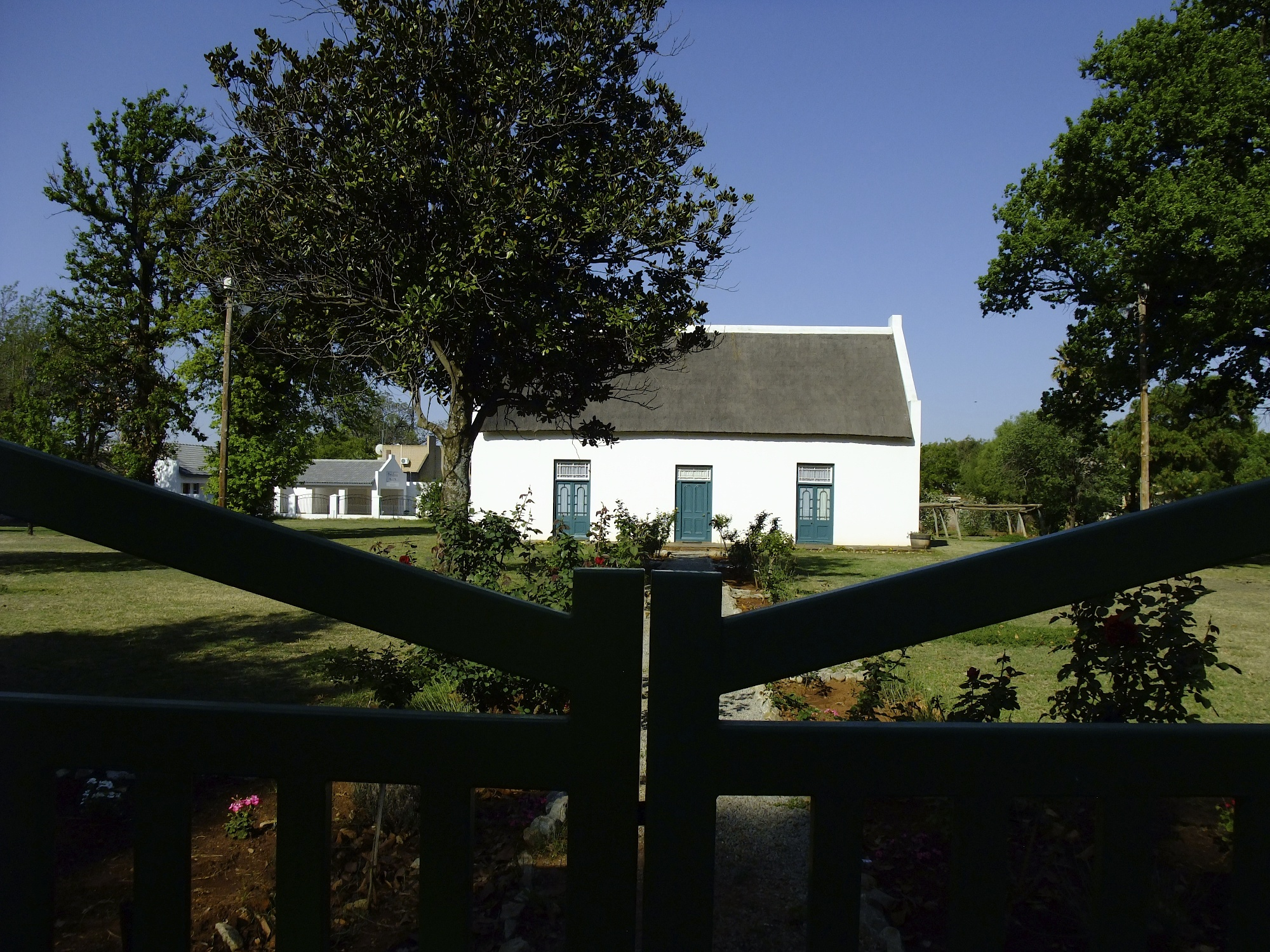
Président Pretorius Museum.

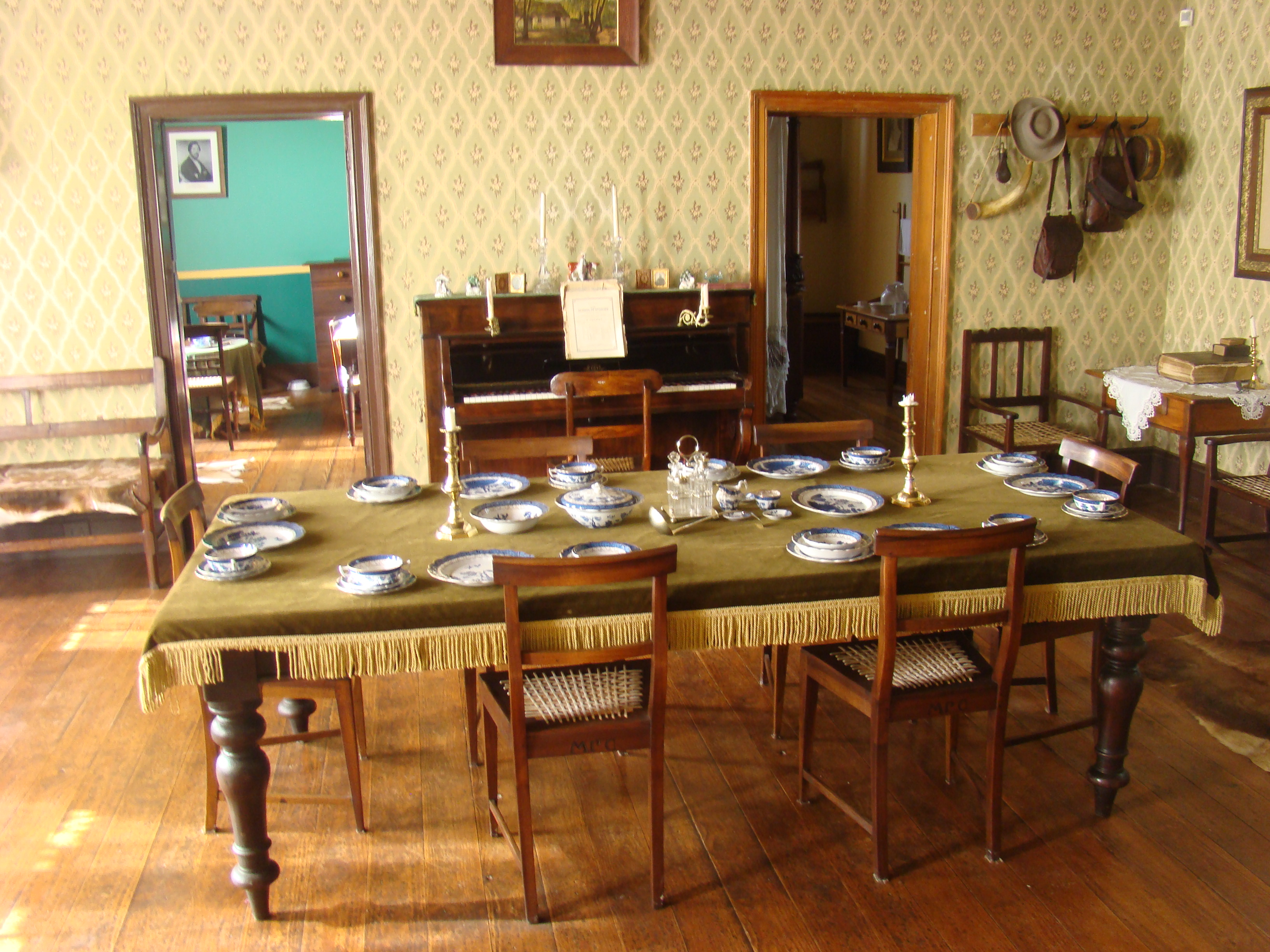
Séjour/Salle à manger du Président Pretorius.

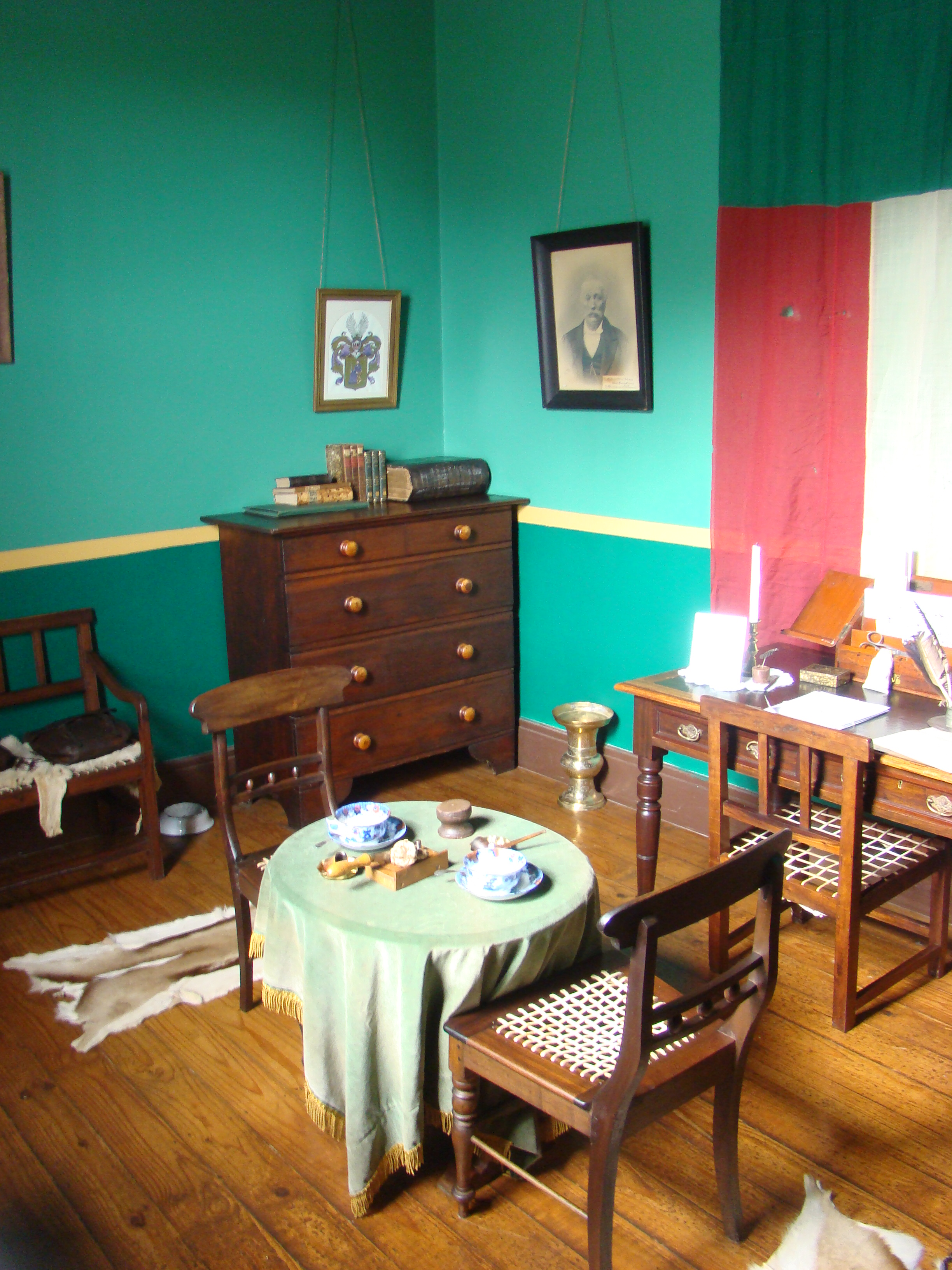
Bureau du Président Pretorius de 1857 à 1871.

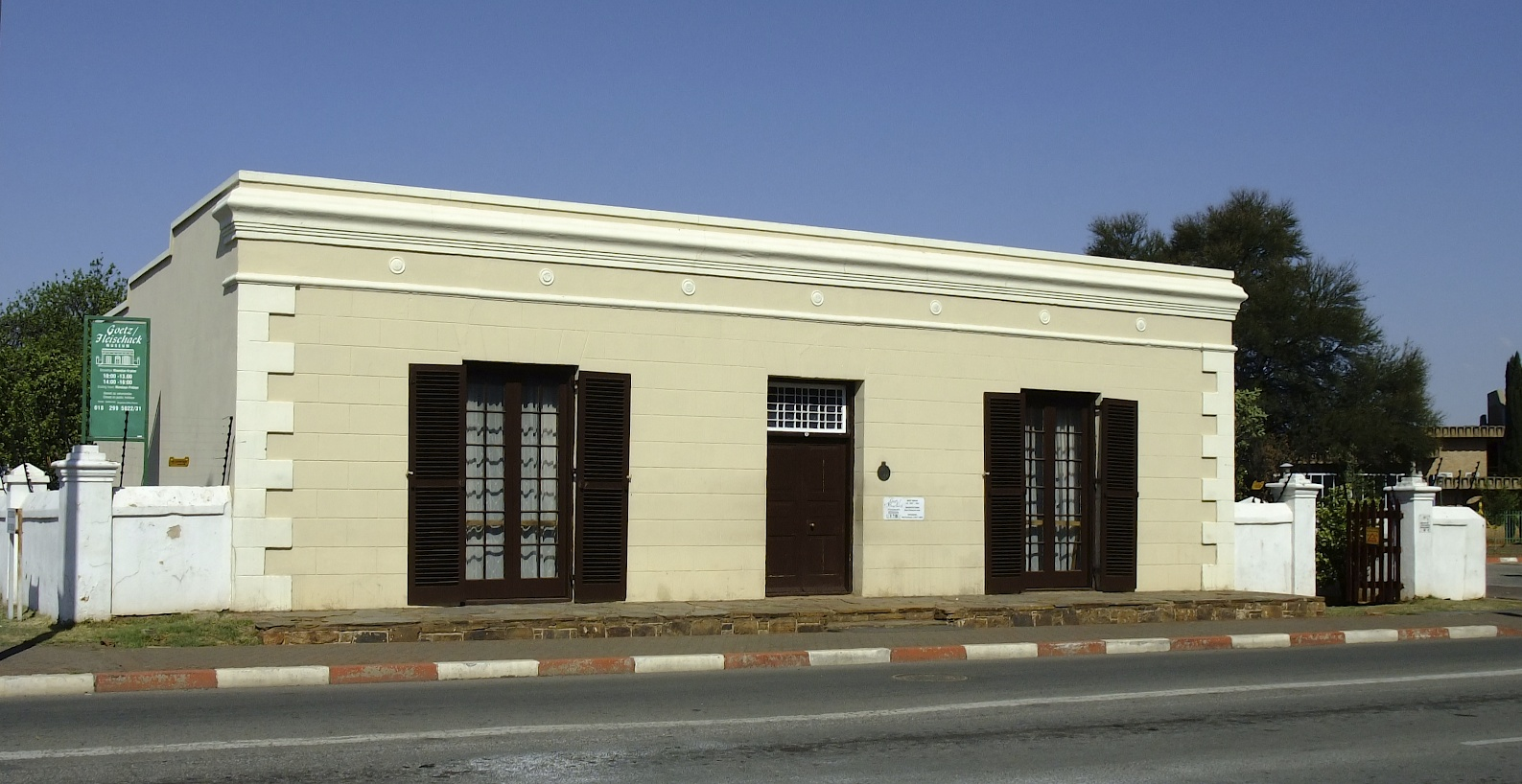
Goetz-Fleischack Museum.

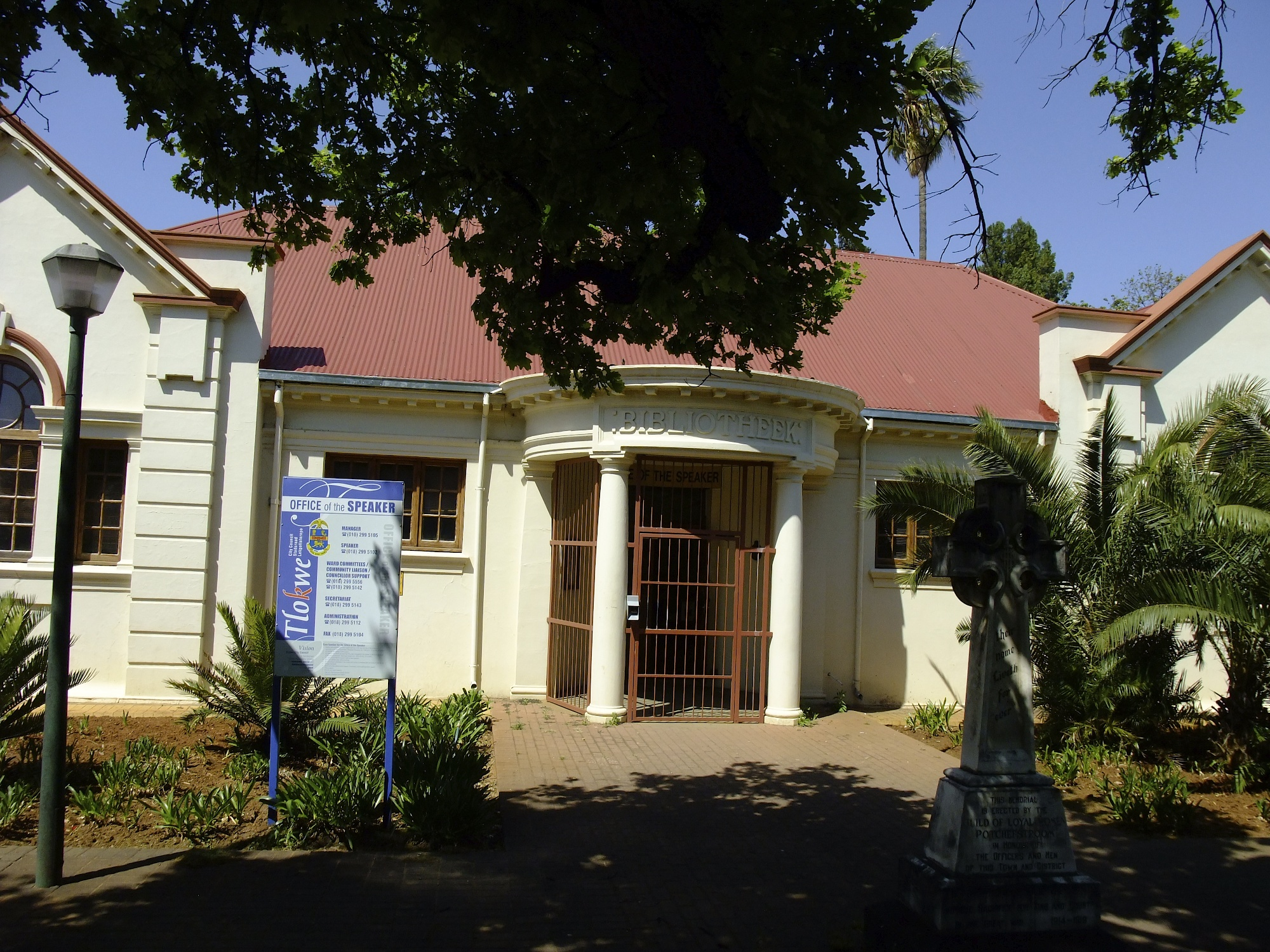
Carnegie Library.

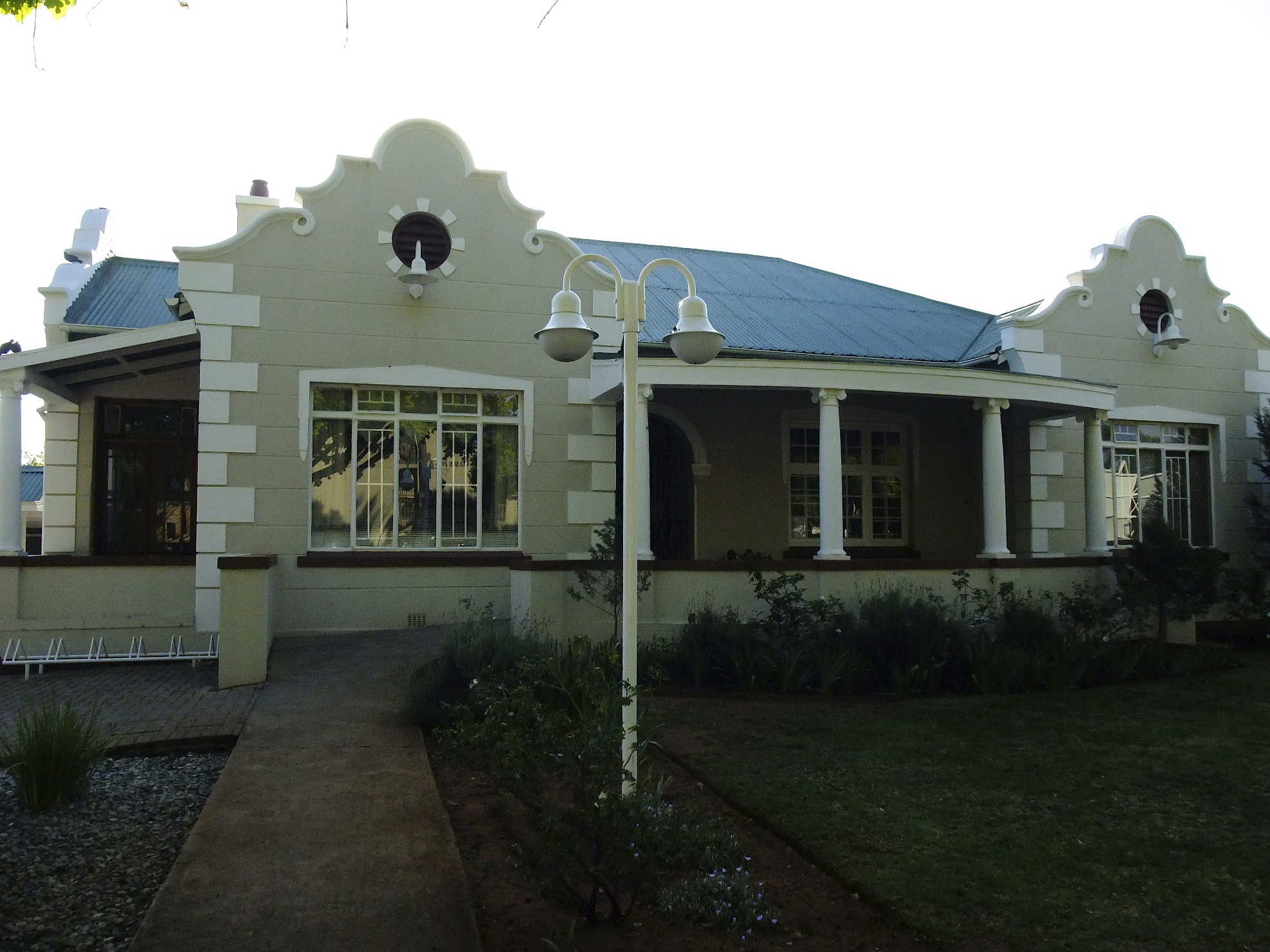
Roets House.

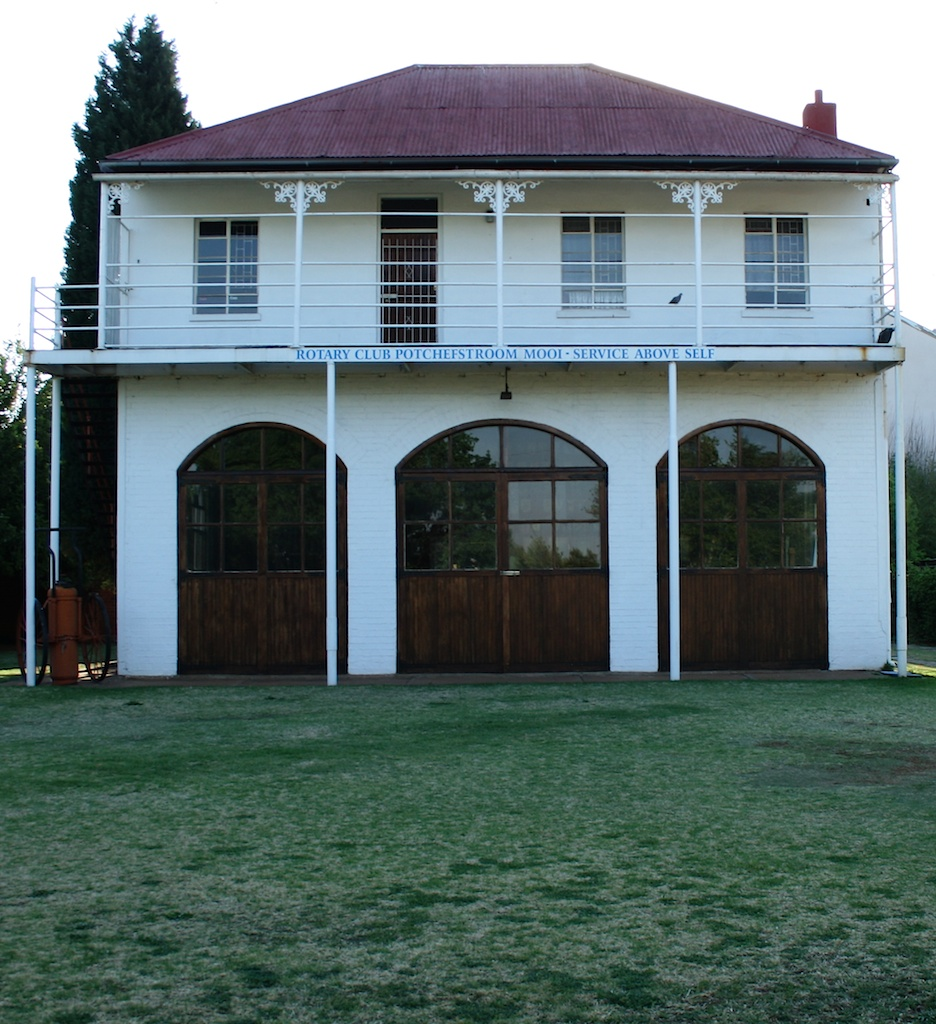
L'ancienne station des pompiers.

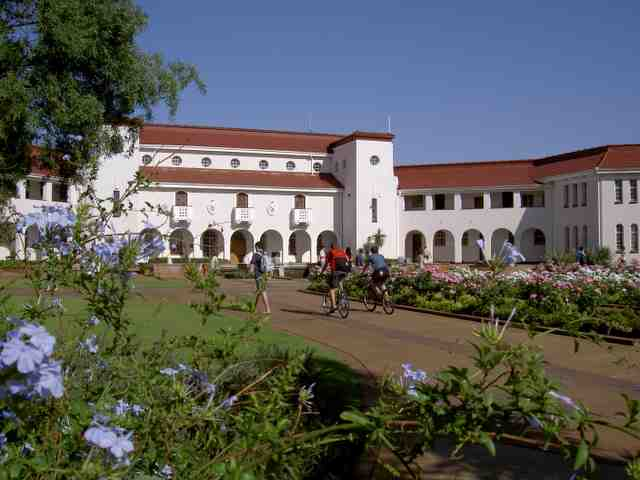
Université de Potchefstroom.

La ville s'enorgueillit d'une superbe avenue de 6,84 km de long bordée de chênes plantés en 1910 et enregistrée au registre du patrimoine depuis 1977. Couramment désignée comme la Oak Avenue, elle correspond aux actuels Chris Hani Drive, Kock Street, Dr Wolmarans Street, Beyers Naudé Avenue, Retief Street, Peter Mokaba, Steve Biko et Calderbank Avenues. La ville accueille chaque année le festival Aardklop, un festival culturel afrikaner qui se tient chaque année à la fin du mois de septembre.
Potchefstroom présente également 24 monuments inscrits au patrimoine national et au registre provincial des monuments historiques : 
- le Old Fort (1881) et le cimetière adjacent : le vieux fort, monument national depuis 1937, fut construit par les Britanniques durant la première guerre des Boers. Les soldats britanniques y furent assiégés pendant 95 jours. Dans le cimetière adjacent sont enterrés les dépouilles des soldats et des civils morts durant ce siège[11]
- la Old Gunpowder House (1898) : un premier entrepôt à poudre avait été construit en 1854 mais fut en partie détruit par les soldats britanniques durant la première guerre des Boers. Celui qui fut reconstruit en 1898 est inscrit au registre du patrimoine depuis 1973[12]
- la Old Police Station Building
- le Heimat Building (1925) : édifice de style Cape-Dutch construit par l'architecte Gerard Moerdijk et situé sur le campus de l'université du nord-ouest à Potchefstroom, il abrite le département universitaire de la culture. Il est inscrit au registre du patrimoine depuis 1984[13]
- le Magistrate's Office
- le City Hall (1909) : de style édwardien, l’hôtel de ville fut inauguré par Jan Smuts le 10 mars 1909 . Avec celui de Krugersdorp, il est le plus vieil hôtel de ville d'Afrique du Sud situé au nord de la rivière Vaal. Il est inscrit au registre du patrimoine depuis 1993[14]
- l'ancienne poste (Landdrost Post en Telegraafgebou) : construit vers 1897, cet édifice de Greyling Street est déclaré au registre du patrimoine depuis 1991[15],
- l'église anglicane St Mary (v. 1890), située sur Auto Street
- L'église réformée hollandaise de Potchefstroom (1895) : cette église néo-gothique, située à l'angle de Kruger Street (Beyers Naude Street) et de Nelson Mandela Drive, servit d'hôpital durant la seconde guerre des Boers. Le révérend Beyers Naudé y fut affecté avant d'entrer en dissidence politique et de rejoindre l'opposition à l'apartheid. Dévastée par un incendie en 2007, l'église fut restaurée en 2009
- la maison de Willem Daniel Pretorius (v.1853) : c'est l'une des plus anciennes maisons de la ville, agrandie en 1888. Elle appartenait à un petit neveu du président MW Pretorius. Inscrit au registre du patrimoine en 1987, elle est située à l'angle de Church Street (Walter Sisulu Street) et de Smit Street[16]
- La Roets House (1926) : déclaré au registre du patrimoine en 1984, cette maison est située sur Tom Street (Steve Biko Avenue)
- La 'Nederduitsch Hervormde Kerk (1859) : cette église calviniste appartient à l'église réformée hollandaise d'Afrique, une branche conservatrice de l'église réformée hollandaise. Consacrée en février 1866, elle est située juste en face de l’hôtel de ville
- La Old Fourth Prison (1898) : cette quatrième prison, construite à l'orée de la seconde guerre des Boers et située sur Auto Avenue, abrite aujourd'hui le centre de jeunesse de la municipalité de Tlokwe
- La Carnegie library (1914) : bibliothèque nommée d'après Andrew Carnegie située au coin des actuels Nelson Mandela et Walter Sisulu Avenues, elle est inscrite au registre du patrimoine depuis 1993[17]
- Les maisons de Lombard Street, situées aux actuels 72, 74 et 76 James Maroka Avenue
- Snowflake Silo building (1921) sur Wolmarans Street
- Boyd House (1909) à l'angle de Church Street (Walter Sisulu Avenue) et de Ayers Street
- Piet Malan House (1890) au 57 Tom Street (57 Steve Biko Avenue)
- Gare de Potchefstroom (1919) et sa locomotive à vapeur[18]
- La synagogue de Potchefstroom  (1920) sur Lombard Street (James Maroka Avenue)

La ville possède également d'intéressants musées : 
- le Totius House Museum (1905) : située au coin de Molen et Esselen Street, cette résidence universitaire appartenant au département de théologie fut la demeure de Jacob Daniel Du Toit (Totius) de 1911 à 1924
- le Président Pretorius Museum (1868) : maison de style Cape Dutch ayant été la résidence du président Marthinus Wessel Pretorius, située sur van der Hoff Road et déclaré au registre du patrimoine en 1979[19]
- le Goetz/Fleischack Museum (1857) situé à l'angle de Gouws et de Potgieter Streets (Nelson Mandela et Sol Plaatjie Avenue), cette maison (Dorpshuis) est le seul exemplaire intact des premières maisons du village de Potchefstroom dans les années 1850. Elle est inscrite au registre du patrimoine depuis 1985[20]

La ville possède aussi un jardin botanique réputé.

## Éducation
La ville abrite 5 institutions universitaires et 30 établissements scolaires : 
- L'université du Nord-Ouest : Créée en 2004, elle accueille plus de 30 000 étudiants répartis sur 3 campus à Potchefstroom, Mafikeng et Vanderbijlpark. Le campus de Potchefstroom est l'ancienne université de Potchefstroom (Potchefstroomse Universiteit vir Christelike Hoër Onderwys) fondée en 1869 et abrite le siège de l'institution universitaire. .
- Le Potchefstoom College of Education (ancien Normal College) fondé en 1919 et incorporé à l'université en 2001.
- Le Technical College Potchefstroom, fondé en 1939
- Le Agricultural Centre,
- Le CTI Education Group, institution privée de technologie fondée en 1998.
- Potchefstroom Akademie, fondé en 1981, institution de santé, de somatologie, de thérapie et de soin de la peau
- Lycée de Potchefstroom pour filles, fondé en 1874
- Lycée de Potchefstroom pour garçons, fondé en 1874
- Potchefstroom Gimnasium, fondé en 1907 en tant que "Die Voorbereidende Skool"
- Potchefstroom Cental Primary School, la seule école primaire de langue anglaise
- Hoër Volkskool, fondé en 1927

## Toponymie locale
| Anciens noms de rue avant 2008                      | Nouveaux noms,          |
| --------------------------------------------------- | ----------------------- |
| Potgieter Street Poortman street Holtzhauzen street | Nelson Mandela Drive    |
| Tom Street                                          | Steve Biko Street       |
| Van Riebeeck Street (ancienne Berg str.)            | Peter Mokaba Street     |
| Kerk Street (church street)                         | Walter Sisulu Street    |
| Kruger Street                                       | Beyers Naude Street     |
| Gouws Street                                        | Sol Plaatjie Avenue     |
| Greyling street                                     | OR Tambo Avenue         |
| Pietersen Street                                    | Promosa Road            |
| Curlewis Street                                     | Ikageng Road            |
| Mooiriver Drive                                     | Govan Mbeki Drive       |
| Van der Hoff Road                                   | Thabo Mbeki Drive       |
| Lombard Street                                      | Dr James Moroka Avenue  |
| Botha Street                                        | Chris Hani Drive        |
| Von Wielligh Street                                 | Albert Luthuli Drive    |
| Stasie Road                                         | Piet Bosman Street      |
| Andries Hendrik Potgieter Banqueting Halls          | Madiba Banqueting Halls |

## Personnalités liées à la ville
- Jackie Pretorius (1934-2009), pilote automobile
- Louis Le Grange (1926-1991), député de Potchefstroom de 1966 à 1991
- Brad Binder, Pilote de Moto GP